# Гарбузов, Виленин Исаакович
Вилен (Виленин) Исаакович Га́рбузов (6 января 1930 — 28 апреля 2013) — профессор, психоневролог, психотерапевт, философ, писатель.

## Биография
Окончил с отличием 1-й Ленинградский медицинский институт (1955).
В 1968—1990 зав. амбулаторным отделением по лечению неврозов у детей при поликлинике № 26 Выборгского района Ленинграда.
Много лет заведовал кафедрой психотерапии Санкт-Петербургского факультета социальной медицины Государственной классической академии им. Маймонида.
В последние годы — профессор кафедры психотерапии в Восточно-Европейском институте психоанализа.
Автор 11 монографий и свыше 50 научных работ. Последней книгой Виленина Исааковича стала «Неврозы у детей», изд. Каро, 2013.
Похоронен на Богословском кладбище Санкт-Петербурга.

## Теория инстинктов
Гарбузов включал инстинкты в состав врождённых основ адаптивности организма человека, ставя их при этом на первое место. Он выделял 7 инстинктов, располагая их по порядку эволюционного формирования, развития и самосовершенствования:
1. инстинкт самосохранения (эгофильный тип);
2. инстинкт продолжения рода (генофильный тип);
3. инстинкт альтруизма;
4. инстинкт исследования;
5. инстинкт доминирования;
6. инстинкт свободы (либертофильный тип);
7. инстинкт сохранения достоинства (дигнитофильный тип)[1].

Е. Гольдшмидт сближает теорию инстинктов Гарбузова с концепцией судьбоанализа Леопольда Сонди, а И. В. Добряков — с теорией Уильяма Мак-Дугалла.

### Список произведений
- Гарбузов Виленин Исаакович, Захаров Александр Иванович, Исаев Дмитрий Николаевич. Неврозы у детей и их лечение. Ленинград: Медицина, 1977 г., 272 с. — 15000 экз. ISBN отсутствует.
- Гарбузов, Вилен Исаакович. От младенчества до отрочества : (Размышления врача о развитии и воспитании ребенка) / В. И. Гарбузов. — Ленинград : Интерполиграфцентр, 1991. — 189 с. — ISBN 5-88560-073-2
- Гарбузов, Вилен Исаакович. Древние и новые каноны медицины : (Наставления молодому и пожилому, здоровому и больному) / В. И. Гарбузов. — Санкт-Петербург : [б. и.], 1992. — 244 с. — ISBN 5-87383-016-9
- Гарбузов, В. И. Практическая психотерапия, или как вернуть ребенку и подростку уверенность в себе, истинное достоинство и здоровье : монография / В. И. Гарбузов. Санкт-Петербург : Сфера, 1994. — 159 с. — ISBN 5-88250-008-7
- Гарбузов, В. И. Человек, жизнь, здоровье : древ. и новые каноны медицины / В. И. Гарбузов. — [2-е изд., перераб. и доп.]. — Санкт-Петербург : Комплект, 1995. — 428 с. : ил. — (Серия Целит. силы). — ISBN 5-88596-013-5
- Гарбузов, Виленин Исаакович. От младенца до подростка : размышления о развитии и воспитании ребенка / В. И. Гарбузов. — 2-е изд., испр. и доп. — Москва : Респекс, 1996. — 431 с. : ил. — (Семейный альбом). — ISBN 5-7345-0053-4
- Гарбузов, Виленин Исаакович. Концепция инстинктов и психосоматическая патология. — Санкт-Петербург : Сотис, 1999. — 319 с. — ISBN 5-85503-077-6
- Гарбузов, Виленин Исаакович. Неврозы и психотерапия — Санкт-Петербург : Сотис, 2001. — 242 с. : ил. — ISBN 5-85503-104-7
- Гарбузов, Виленин Исаакович. Неврозы у детей : [12+] / В. И. Гарбузов, Ю. А. Фесенко. — Санкт-Петербург : КАРО, 2013. — 333, [1] с. ; 25 см. — (Специальная педагогика). — Библиогр.: с. 317—334. — 1000 экз. — ISBN 978-5-9925-0849-9
- Гарбузов Виленин Исаакович. Воспитание ребёнка в семье: Советы психотерапевта. — Санкт-Петербург: КАРО, 2015. — 296 с. — ISBN 978-5-9925-1036-2